# Panna Udvardy
Panna Udvardy (nació el 28 de septiembre de 1998 en Kaposvár) es una jugadora de tenis húngara.
Udvardy ha ganado seis singles y ocho títulos de dobles en el ITF. Su mejor clasificación en la WTA fue la número 76 del mundo, que llegó el 12 de septiembre de 2022. En dobles alcanzó número 65 del mundo, que llegó el 24 de octubre de 2022.
Udvardy hizo su debut en el cuadro principal del WTA Tour en el Hungarian Ladies Open 2017 en el cuadro de dobles junto a Anna Blinkova.

## Títulos WTA (0; 0+0)

### Dobles (0)
| Leyenda              |
| Grand Slam (0)       |
| Juegos Olímpicos (0) |
| WTA Finals (0)       |
| WTA 1000 (0)         |
| WTA 500 (0)          |
| WTA 250 (0)          |

#### Finalista (3)
| N.º | Fecha               | Torneo  | Superficie    | Pareja            | Oponentes en la final             | Resultado        |
| --- | ------------------- | ------- | ------------- | ----------------- | --------------------------------- | ---------------- |
| 1.  | 15 de enero de 2022 | Sídney  | Dura          | Vivian Heisen     | Anna Danilina Beatriz Haddad Maia | 6-4, 5-7, [8-10] |
| 2.  | 24 de julio de 2022 | Palermo | Tierra batida | Amina Anshba      | Anna Bondár Kimberley Zimmermann  | 3-6, 2-6         |
| 3.  | 14 de enero de 2023 | Hobart  | Dura          | Viktorija Golubic | Kirsten Flipkens Laura Siegemund  | 4-6, 5-7         |

## Títulos WTA 125s

### Individual (1–3)
| Resultado | Fecha                   | Torneo                 | Superficie    | Oponente      | Puntaje       |
| --------- | ----------------------- | ---------------------- | ------------- | ------------- | ------------- |
| Finalista | 21 de noviembre de 2021 | Montevideo             | Tierra batida | Diane Parry   | 3-6, 2-6      |
| Finalista | 7 de agosto de 2022     | Iasi                   | Tierra batida | Ana Bogdan    | 2-6, 6-3, 1-6 |
| Campeona  | 20 de noviembre de 2022 | Buenos Aires           | Tierra batida | Danka Kovinić | 6-4, 6-1      |
| Finalista | 11 de junio de 2023     | La Bisbal del Ampurdán | Tierra batida | Arantxa Rus   | 6-7(2), 3-6   |

### Dobles (2–2)
| Resultado | Fecha                    | Torneos   | Superficie    | Pareja            | Oponentes                         | Resultado        |
| --------- | ------------------------ | --------- | ------------- | ----------------- | --------------------------------- | ---------------- |
| Campeona  | 15 de mayo de 2022       | Karlsruhe | Tierra batida | Mayar Sherif      | Yana Sizikova Alison Van Uytvanck | 5-7, 6-4, [10-2] |
| Finalista | 7 de agosto de 2022      | Iasi      | Tierra batida | Réka Luca Jani    | Darya Astakhova Andreea Roșca     | 5-7, 7-5, [7-10] |
| Finalista | 18 de septiembre de 2022 | Bucharest | Tierra batida | Réka Luca Jani    | Aliona Bolsova Andrea Gámiz       | 5-7, 3-6         |
| Campeona  | 15 de julio de 2023      | Bastad    | Tierra batida | Irina Khromacheva | Eri Hozumi Jang Su-jeong          | 4-6, 6-3, [10-5] |